# Serrara Fontana
Serrara Fontana est une commune italienne de la ville métropolitaine de Naples, dans la région Campanie. Elle est située sur la côte sud de l'île volcanique d'Ischia.

## Administration
| Période                                  | Période  | Identité       | Étiquette     | Qualité |
| ---------------------------------------- | -------- | -------------- | ------------- | ------- |
| 16 mai 2011                              | En cours | Rosario Caruso | liste civique |         |
| Les données manquantes sont à compléter. |          |                |               |         |

## Histoire
Le nom de l'entité provient des hameaux antiques de Fontana et Serrara. L'appellation Serrara provient de grenier de Cerere ou enfermé au milieu des monts ; Fontana provient des nombreuses sources d'eau. Dès 1580, l'eau des sources de Buceto sur le Mont Époméo fut canalisée vers Ischia. Les origines de Fontana (452 m au-dessus de la mer) sont antiques ; les traces de l'occupation humaine existent dès les temps préhistoriques. Son église Santa Maria la Sacra fut édifiée en 1374. Sur le sommet du mont Époméo fut creusé un refuge pour soldats : le Mont de la Garde, qui plus tard abrita des ermites et l'église de San Nicola, creusés avant 1459. 

## Géographie
Serrara Fontana s'étire de la pointe du Mont Époméo en descendant sur Fontana, puis Serrara vers le sud jusqu'à la presqu'île de Sant'Angelo.
D'autres collines, telles le Liaturo, la Pointe du Bianchetto et la pente de Pietra dell'Acqua (pierre de l'eau) constituent son horizon. La pointe du Castanito, colline à gauche du belvédère de Serrara surplombe Sant'Angelo, au-dessus de la carrière Petrella. D'autres promontoires, tels que Istmo, Promontorio, Cavone, Punta Chiarito, Punta del Monaco et punta imperatore finissent le tableau, sillonnés par des vallons appelés cave (carrières) jusqu'à la plage des Maronti, déjà sur Barano d'Ischia.

### Hameaux
Fontana, Sant'Angelo, Succhivo.

### Communes limitrophes
Barano d'Ischia, Casamicciola Terme, Forio.